# Суратов, Валерий Александрович
Валерий Александрович Суратов (9 марта 1969, Кострома, РСФСР, СССР) — советский и российский футболист, тренер.

## Биография
Воспитанник костромского футбола. Большую часть своей игровой карьеры провел в местном «Спартаке». Всего за команду в первенствах СССР и России сыграл 344 игры, в которых забил 18 голов. Один из лидеров по числу проведенных встреч за всю историю команды.
После завершения карьеры работал тренером в местной ДЮСШ-3. Некоторое время возглавлял молодежный состав «Спартака».
В 2018 году занял пост главного тренера в любительском клубе «Кострома» в первенстве МФФ «Золотое Кольцо».